# Ritme i projecció
Ritme i projecció és una escultura abstracta, obra de Marcel Martí i Badenes, situada al mig de l'estany del Pla de Montbau, al barri de Montbau de Barcelona. Feta amb bronze, amb una alçada de 4 m i 1000 kg de pes, es va instal·lar el 1961. Va ser la primera obra monumental de Marcel Martí, i una de les primeres escultures abstractes posades en lloc públic a Barcelona. (La primera obra abstracta col·locada a la via pública de Barcelona també està a Montbau, a l'entrada del recinte de Mundet: Forma 212 (1957), de Josep Maria Subirachs, Passeig de la Vall d'Hebron).
'La col·locació d'una obra de Marcel Martí quan es va acabar la primera fase de construcció va ser una manera de posar l'èmfasi sobre la voluntat rupturista de Montbau (…) que fes perdonar tots els disbarats portats a terme fins aquell moment en política de promoció d'habitatges' (Fabre, J., Huertas, J.M). El mateix artista fa una interpretació del perquè del nom de l'escultura: 'És una fusió plàstica amb el barri de Montbau, en el sentit del ritme del treball realitzat per donar habitatges a les persones, però habitatges moderns. Per això és una escultura que ha de fondre's amb l'arquitectura'. 'L'escultura Ritme i projecció és l'únic element verdaderament representatiu del barri de Montbau, convé mimar-lo' (Teresa Rossell. Presidenta de les Aules d'Extensió Universitària de Montbau).